# 曹全碑

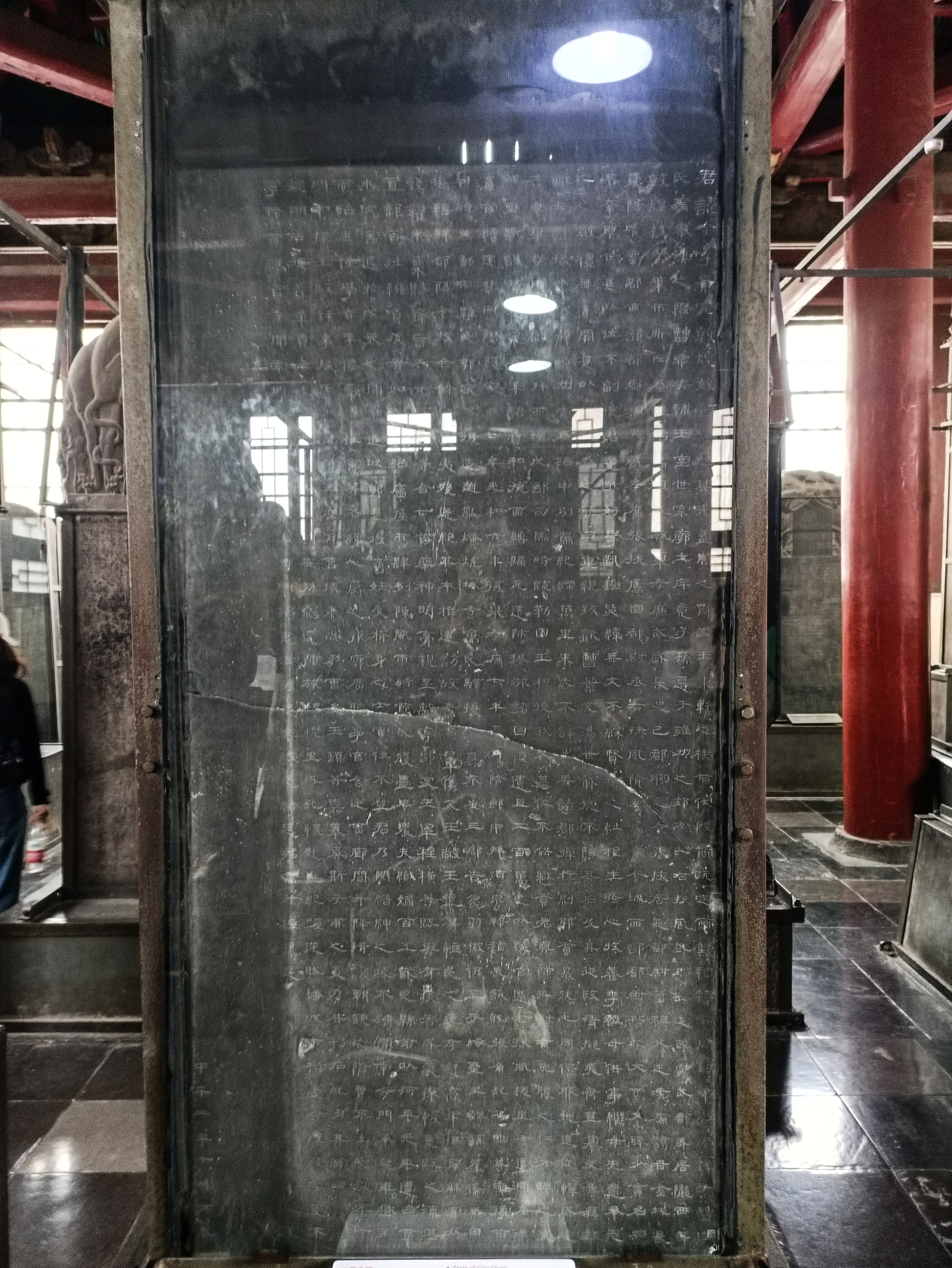
曹全碑

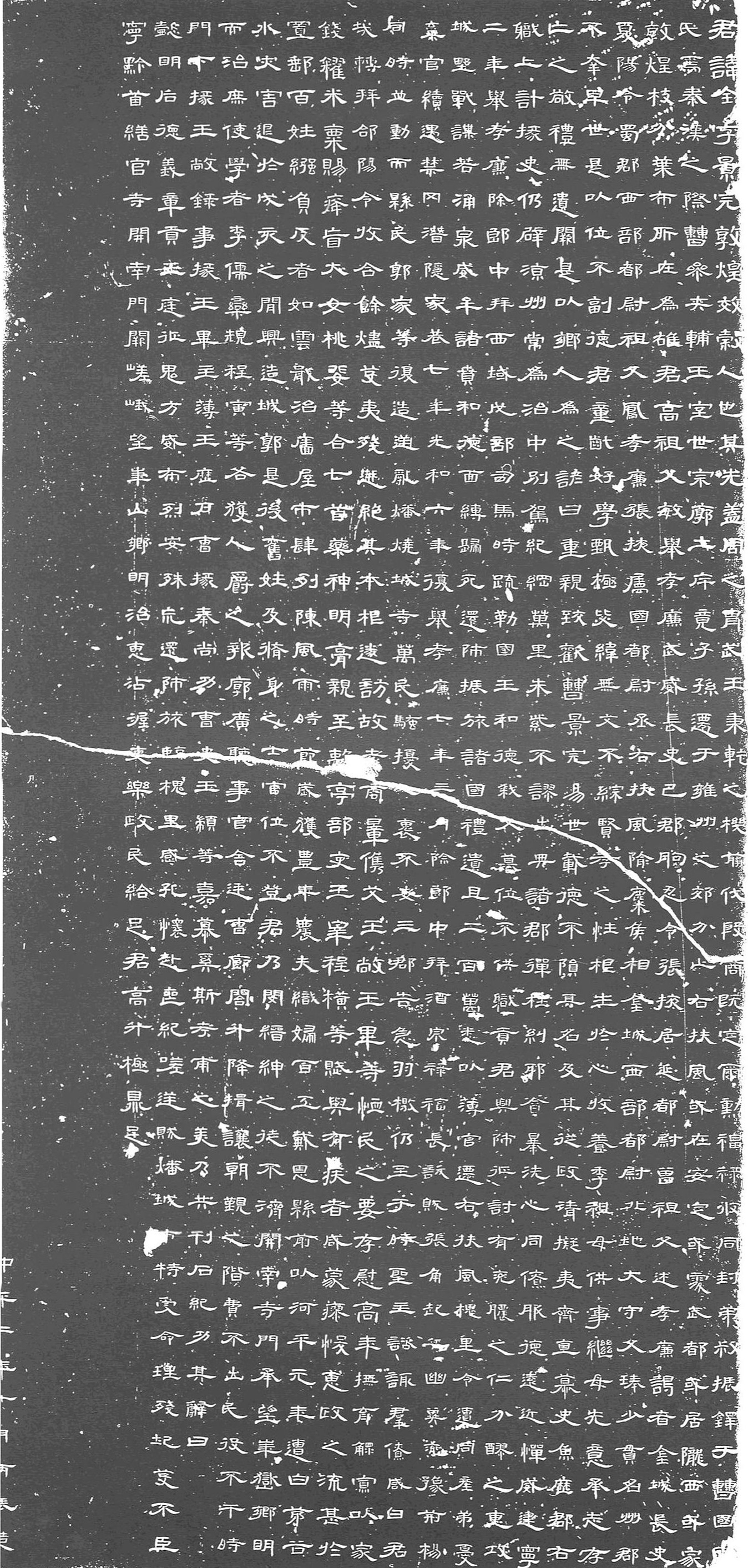
曹全碑的碑陽

曹全碑，全称郃阳令曹全碑，又稱曹景完碑，刻制完成于东汉灵帝中平二年十月丙辰（儒略历185年11月30日），碑高253厘米，宽123厘米，碑阳20行，每行45字，碑阴5列，内容为记述曹全（字景完）的功业。明朝万历初年（1573年）出土于陕西省郃阳县。清朝康熙壬子（1672年）后断裂缺字，于1956年移立西安碑林。此碑在汉隶碑刻中属尚阴柔一类的代表作品。

## 历代评论
杨守敬：“前人多称其书法之佳，至此之韩敕、娄寿，恐非其伦。尝以质之孺初，孺初曰：“分书之有曹全，犹真行之有赵、董。”可谓知言。”
万经：“秀美飞动，不束缚，不驰骤，洵神品也。”
朱履真：“潇散自适，别具风格，非后人所能仿佛于万一。此盖汉人真面目，壁坼、屋漏，尽在是矣。”